# Proszynskiana mongolica
Espèce
Proszynskiana mongolica est une espèce d'araignées aranéomorphes de la famille des Salticidae.

## Distribution
Cette espèce est endémique de l'aïmag de Khovd en Mongolie,. Elle se rencontre vers Bulgan.

## Description
La carapace du mâle holotype mesure 1,98 mm de long sur 1,28 mm et l'abdomen 1,65 mm de long sur 1,25 mm.

## Systématique et taxinomie
Cette espèce a été décrite par Logunov en 2024.

## Étymologie
Son nom d'espèce lui a été donné en référence au lieu de sa découverte, la Mongolie.

## Publication originale
- Logunov, 2024 : « A new species of Proszynskiana Logunov, 1996 from Mongolia (Arachnida: Araneae: Salticidae). » Zootaxa, vol. 5501, no 3, p. 497-500.